# جودت نور الدين
جودت نور الدين، دبلوماسي لبناني تبوّأ مناصب دبلوماسية في بلاد الاغتراب، وهو أديب وشاعر له العديد من الإصدارات الشعرية.

## ولادته
ولد في بلدة خربة سلم العاملية في جنوب لبنان عام 1936 ميلادي.

## دراسته
- تخرّج من دار المعلمين ببيروت سنة 1955.
- عمل 7 سنوات في حقل التربية والتعليم.
- حاز على إجازة في علم النفس من جامعة «ليون» بفرنسا.
- كما حاز على إجازة ثانية في العلوم الاجتماعية من الجامعة اللبنانية.[2]

## في السلك الدبلوماسي
- دخل السلك الدبلوماسي سنة 1962 وتدرّج فيه حتى أصبح سفيراً سنة 1980.
- عمل سفيراً للبنان في كل من الغابون وسيراليون وإيران وهنغاريا.
- أحيل على التقاعد لبلوغه السن القانونية سنة 2000.

## مؤلفاته
له العديد من المؤلفات الشعرية والأدبية وابرز ما تم نشره:
- «ديوان الورد» (شعر)- دار الآفاق الجديدة، بيروت، 1990.
- «مع الشعر العربي... أين هي الأزمة؟» (نقد)، دار الآداب، بيروت، 1996.
- «القرية الجنوبية» «خربة سلم»، دراسة سوسيولوجية 1970.
- «حَـ.. حمار وحـ.. حكيم» (أمثال عربية ومقالات محورها الحيوان، 2008).
- «تعليم القراءة بالطريقة الطبيعية» (بالفرنسية 1965).
- «كتاب العرب» (محطات مهمة في تاريخهم وحضارتهم قبل الإسلام والمسيحية).
- «دبلوماسية وأدب وفن».
- «مملكتي من هذا العالم». (ديوان شعر) - بيروت: دار الفارابي، 2010.[3]

## الجوائز
حصل على جائزة الشعر الأولى لمجلة الغربال اللبنانية سنة 1961.